# Apáczai Csere János emlékezete Erdélyben
Apáczai Csere János emlékezete Erdélyben (1918-1980).
A barcasági származású, Gyulafehérvárt és Kolozsvárt tanító és nevelő Apáczai Csere János (1625-59) filozófiai és pedagógiai író, tanár személyében az erdélyi magyar szellemi művelődés úttörőjét lehet tisztelni; az anyanyelven történő általános népoktatás és akadémiai tudományművelés, a filozófiai és reáltudományi szókincsgazdagítás megalapítóját és hirdetőjét, aki személyi példájának tragikus sorsképével a hősi helytállás szimbóluma lett.

## Apáczai emlékezete a két világháború közt
Apáczai romániai utóéletének méltó nyitánya volt születésének 300. évfordulóján Tavaszy Sándor munkája (Apáczai Csere János személyisége és világnézete, Kolozsvár, 1925). Az évfordulóra az Ellenzék Apáczai-emlékszámot adott ki 1925. április 27-én. Az Apáczai-idézés egyetemes jellegére jellemző, hogy egymással szemben álló szellemi irányzatok is találkoztak benne.
Apáczaival zászlain ütközött meg az Erdélyi Helikon és a Korunk: Kuncz Aladár Az erdélyi gondolat Erdély magyar irodalmában című tanulmánya (az ESZC kalendáriumában, Kolozsvár, 1928) Apáczaira mint az erdélyi gondolat nagy reprezentánsára hivatkozott, Gaál Gábor viszont Az "erdélyi gondolat" tartalma és terjedelme (Korunk, 1928/12) című replikájában leszögezi, hogy éppen a Kuncz-tanulmányban elhallgatott Korunk él "ennek az Apáczai Csere-féle funkciónak a valóra váltásából, amikor... az idő világító tornyait nézi s a kor Descartes-jait szólaltatja meg – magyar nyelven itt azokkal, akik erre az Apáczai Csere János korában is hálátlan feladatra vállalkoznak".
A racionalizmus erdélyi előharcosát vállalták az 1930-as évek végén fellépő népi írók is, amikor a karteziánus Magyar encyclopaedia (Utrecht, 1655) nyomán megindították Erdélyi Enciklopédia c. könyvsorozatukat. Erdély magyar szellemi harcosaihoz intézett felhívásukban (1939) vallják: "Apáczai Csere Jánost idézzük, az európai felvilágosodás erdélyi előharcosát. Az ő észszerű tanítása alapján kívánjuk szolgálni egy tárgyilagos és szociális nemzeti gondolkozásmód kialakulását."
Egyikük, Szenczei László, A halál és tanítványa (Budapest, 1943) c. alatt életrajzi regényt is írt a nagy iskolamester hollandiai diákéveiről, erdélyi kiállásáról a skolasztikus maradiság ellen s fellépéséről az egyházi élet demokratizálásáért. Apáczai pályaképét ugyanekkor remek esszébe foglalta az erdélyi származású Bisztray Gyula az ESZC könyveként megjelent Erdélyi csillagok II. kötetében (Kolozsvár, 1942).

## Apáczai emlékezete a második világháború után
Közvetlenül a második világháború után, 1945. január havában mint "Apáczai Csere János Népakadémia" indult Kolozsvárt az első szabadegyetem. 1955-ben fiatal tanárok eszményképükként idézték az Előrében "a nagy pedagógus"-t s a növekvő Apáczai hatásra 1956-ban a falu nagy szülöttjéről nevezték el Apácán a művelődési házat.
1957-ben a Bolyai Tudományegyetem filozófia tanszékén bevonták a kutatás körébe az Apáczai-kérdést: Saszet Géza Apáczai haladó társadalmi törekvései és nézetei c. tanulmányát közölte a tanszék gondozásában megjelent Filozófiai tanulmányok c. gyűjteményes kötet.
Ebben az időben választotta állandó jelképévé az Igaz Szó Gy. Szabó Béla fametszetét, a könyvolvasó Apáczait. "A világi tudományosság úttörőjé"-t ünnepelte az újraindult Korunk 1959-ben, Apáczai halálának 300. évfordulóján; Szemlér Ferenc ebből az alkalomból ódával üdvözte: "Ki harminchárom évtized / előtt a lomha Olt / partján sötét vizek fölé hajolt, / mint hős és példakép ködlik ma itt" (Apáczai).
Tudományos és művészi megemlékezésekre került sor 1975-ben is, Apáczai születésének 350. évfordulóján. A Kolozsvárt lezajlott országos ünnepség meghívott előadója Ortutay Gyula magyar akadémikus volt, jelenlétében avatták fel Apácán a falu nagy szülöttjének mellszobrát, Elena Hariga Avramescu bukaresti művésznő alkotását.
A Korunk emlékszámában (1975/5) Bartalis János, Lászlóffy Aladár és Lászlóffy Csaba verssel, Bretter György, Szigeti József, Csetri Elek, Binder Pál és Vogel Sándor tanulmányokkal idézte Apáczait. Az évfordulóra jelent meg Fábián Ernő Apáczairól írt kismonográfiája (Kolozsvár, 1975).

## Apáczai műveinek kiadásai
Fokozódó terjedelemben került sor Apáczai írásainak új kiadására. Szigeti József előbb szemelvényes válogatást adott közre Apáczai Válogatott Munkái (I-II. 1965) címmel a Tanulók Könyvtára népszerű sorozatában.
Apáczai társadalmi és pedagógiai nézeteinek vizsgálatát és értékelését A mű és kora (1970) c. tanulmánykötetében előrebocsátva, előbb a Magyar logikácska és egyéb írások (Téka, 1975), majd a Kriterion fehér könyvek sorozatában a Magyar encyclopaedia (1977) teljes szövegét rendezte sajtó alá.

## Apáczai hatása költő-író nemzedékekre
Az Apáczai-sors minden nemzedékünk irodalmát és művészetét megihlette. Áprily Lajos már az 1926-os Rasmussen hajóján verseskötetben idézi "a holt professzor szellemét", Apáczai Csere Jánosné, Aletta van der Maet emlékének ajánlva Tavasz a házsongárdi temetőben c. versét, s az "öreg fiatal"-t idézi Lászlóffy Aladár verse is, az Apáczai enciklopédiája (Utunk, 1972/42).
Apáczai erkölcsi magatartását Páskándi Géza háromfelvonásos történelmi drámája, a Tornyot választok (Korunk, 1972/1-2) emeli be a kor új, árnyalt gondolati világába: "egy nyílt és színvalló kartéziánussal és presbiterivel" kerül itt szembe II. Rákóczi György, a hatalommal az igazság néz farkasszemet.
Kós András szobrot készített a képzeletbeli Apáczairól (1973), Gergely István Apáczai-emlékművét (1975) Kolozsvárt kiállították.